# Bundesintervention
Eine Bundesintervention ist das Eingreifen einer Bundesregierung zum Schutz der Ordnung in einem Gliedstaat. Im Gegensatz zur Bundesexekution richtet sich die Bundesintervention gegen Volksbewegungen oder andere Bedrohungen der Sicherheit und nicht gegen die Regierung des Gliedstaats.

## Deutschland
Im Deutschen Bund war die Bundesintervention eine bestimmte Maßnahme, über die der Bundestag entscheiden konnte. (Andere Maßnahmen waren die Bundesexekution und der Bundeskrieg.) Grundlage hierfür waren die Artikel 25, 26 und 28 der Wiener Schlussakte vom 8. Juli 1820 sowie Teile der Karlsbader Beschlüsse.
Eine Bundesintervention richtete sich gegen bundesfeindliche Bestrebungen. Sie sollte einen Gliedstaat zum Beispiel gegen einen Aufstand verteidigen. In der Praxis ging es nicht zuletzt darum, die monarchisch-legitimistische Ordnung zu sichern, auch mit militärischen Mitteln. 
Bundesinterventionen fanden statt:
- 1833: Frankfurt (gegen den Frankfurter Wachensturm)
- April 1848: Baden, Niederschlagung der Badischen Revolution
- 1850: Kurhessen

Zur Bundesintervention kam es in der Auseinandersetzung um die Kurhessische Verfassung von 1831 zwischen dem Kurfürsten Friedrich Wilhelm I. und der kurhessischen Ständeversammlung. Diese wollte den verhassten, konservativen Minister Ludwig Hassenpflug um jeden Preis stürzen und verweigerte eine weitere Steuererhebung, woraufhin Friedrich Wilhelm I. die Ständeversammlung am 12. Juni 1850 auflöste. Der Versuch der Regierung, die Verfassung nun mittels Kriegsrecht und einseitiger landesherrlicher Dekrete auszuhebeln, scheiterte zunächst daran, dass das Offizierskorps sowohl auf den Landesherren als auch auf die Verfassung vereidigt war. Um nicht eidbrüchig zu werden, reichten knapp 80 % der Offiziere zwischen dem 9. und 12. Oktober 1850 Entlassungsgesuche ein. Dieser „Generalstreik“ des Offizierscorps, ein völlig singuläres Ereignis in der deutschen Geschichte, machte das kurhessische Militär handlungsunfähig. 
Um die Konterrevolution zu retten, rief der Kurfürst den Bundestag um Hilfe an, die am 16. Oktober 1850 die Bundesintervention beschloss, Besatzungstruppen nach Kurhessen zu entsenden, um den „ordnungsgemäßen“ Zustand wieder herbeizuführen. Diese Aktion führte in der Herbstkrise 1850 fast zu einem Krieg mit Preußen, endete im Sinne des Deutschen Bundes aber erfolgreich.

## Schweiz
In der Schweiz haben seit 1848 zehn Bundesinterventionen (mit und ohne Einsatz von Truppen) stattgefunden, darunter diejenigen anlässlich des Tonhallekrawalls 1871 in Zürich, anlässlich der Unruhen in Göschenen 1875 und zuletzt anlässlich der Unruhen von Genf 1932.